# Čao-čching
Čao-čching (čínsky 肇庆, pchin-jinem Zhàoqìng) je městská prefektura v Čínské lidové republice. Leží v deltě Perlové řeky v provincii Kuang-tung v jižní Číně, ve vzdálenosti přibližně 110 kilometrů na severozápad od Kantonu, hlavního města provincie. Celá prefektura má rozlohu 22 322 čtverečních kilometrů a v roce 2002 v ní žilo bezmála čtyři miliony obyvatel.

## Administrativní členění
Městská prefektura Čao-čching se člení na osm celků okresní úrovně, a sice tři městské obvody, jeden městský okres a čtyři okresy.
| Tuan-čou Ting-chu Kao-jao okres · Kuang-ning okres · Chuaj-ťi okres · Feng-kchaj okres · Te-čching městský okres · S’-chuej |        |                       |                    |                                  |
| Název | Název  | Počet obyvatel (2020) | Rozloha km² (2020) | Hustota zalidnění (obyv. na km²) |
| český přepis | znaky  | Počet obyvatel (2020) | Rozloha km² (2020) | Hustota zalidnění (obyv. na km²) |
| Městské obvody |        |                       |                    |                                  |
| Tuan-čou | 端州区 | 602 402               | 154                | 3 912                            |
| Ting-chu | 鼎湖区 | 209 116               | 552                | 379                              |
| Kao-jao | 高要区 | 741 591               | 2 186              | 339                              |
| Městský okres |        |                       |                    |                                  |
| S’-chuej | 四会市 | 640 910               | 1 263              | 508                              |
| Okresy |        |                       |                    |                                  |
| Kuang-ning | 广宁县 | 408 112               | 2 455              | 166                              |
| Chuaj-ťi | 怀集县 | 805 177               | 3 554              | 227                              |
| Feng-kchaj | 封开县 | 374 848               | 2 724              | 138                              |
| Te-čching | 德庆县 | 331 438               | 2 003              | 166                              |
| |        |                       |                    |                                  |
| Celkem | Celkem | 4 113 594             | 14 891             | 276                              |

## Partnerská města
- Bolton, Spojené království
- Coon Rapids, Iowa, USA